# 東山 (目黒区)
東山（ひがしやま）は、東京都目黒区の地名。現行行政地名は東山一丁目から三丁目。住居表示実施済区域。

## 地理
目黒区の北部に位置し、北は大橋（目黒川が境界）、東は青葉台（山手通りが境界）、南は上目黒、そして西側は世田谷区池尻と接する。池尻に続く二丁目は第二次世界大戦までは陸軍の駒沢練兵場があったこともあり、防衛省の施設（陸上自衛隊三宿駐屯地・自衛隊中央病院・防衛装備庁電子装備研究所）をはじめとする官公庁の施設に隣接するため関連施設（防衛省宿舎など公務員住宅）が占める。それに対して一丁目や三丁目は一般の住宅街である。

### 地価
住宅地の地価は、2025年（令和7年）1月1日の公示地価によれば、東山3-12-10の地点で117万円/m2となっている。

## 歴史
昭和43年に従前の上目黒七丁目（大部分）および同六丁目（一部）から成立。東山貝塚遺跡があるのは、二丁目から三丁目にかけての一帯である。

### 地名の由来
旧：荏原郡上目黒村字東山。上目黒村の中心地である宿山の東にあったことから。

## 世帯数と人口
2025年（令和7年）3月1日現在（目黒区発表）の世帯数と人口は以下の通りである。
| 丁目       | 世帯数    | 人口     |
| ---------- | --------- | -------- |
| 東山一丁目 | 2,221世帯 | 3,752人  |
| 東山二丁目 | 2,738世帯 | 6,604人  |
| 東山三丁目 | 1,887世帯 | 3,393人  |
| 計         | 6,846世帯 | 13,749人 |

### 人口の変遷
国勢調査による人口の推移。
| 年                 | 人口   |
| ------------------ | ------ |
| 1995年（平成7年）  | 12,455 |
| 2000年（平成12年） | 11,557 |
| 2005年（平成17年） | 12,263 |
| 2010年（平成22年） | 13,446 |
| 2015年（平成27年） | 13,317 |
| 2020年（令和2年）  | 14,094 |

### 世帯数の変遷
国勢調査による世帯数の推移。
| 年                 | 世帯数 |
| ------------------ | ------ |
| 1995年（平成7年）  | 5,316  |
| 2000年（平成12年） | 5,351  |
| 2005年（平成17年） | 5,659  |
| 2010年（平成22年） | 6,028  |
| 2015年（平成27年） | 6,114  |
| 2020年（令和2年）  | 6,677  |

## 学区
区立小・中学校に通う場合、学区は以下の通りとなる（2025年4月現在）。
| 丁目       | 番地                                | 小学校             | 中学校             |
| ---------- | ----------------------------------- | ------------------ | ------------------ |
| 東山一丁目 | 3〜9番、16〜21番 26〜29番           | 目黒区立烏森小学校 | 目黒区立東山中学校 |
| 東山一丁目 | 1〜2番、10〜15番 22〜25番、30〜35番 | 目黒区立東山小学校 | 目黒区立東山中学校 |
| 東山二丁目 | 全域                                | 目黒区立東山小学校 | 目黒区立東山中学校 |
| 東山三丁目 | 全域                                | 目黒区立東山小学校 | 目黒区立東山中学校 |

## 交通

### 鉄道
- 東急田園都市線 池尻大橋駅（世田谷区池尻に所在。東口が東山三丁目にある）
  - 東急東横線・東京メトロ日比谷線の中目黒駅（上目黒）や祐天寺駅は徒歩圏内にある。

### 道路
- 国道246号（玉川通り）
- 山手通り
- 首都高速3号渋谷線

### バス
- 東急バス - 渋谷駅を拠点に国道246号(玉川通り）を通り大橋交差点から左折して南下し都道317号(山手通り）方向に大井町駅方面が運行。大橋交差点から左折せずに国道246号(玉川通り）を進む方面は二子玉川駅・上町駅・用賀駅・祖師ヶ谷大蔵駅・成城学園前駅・田園調布駅・大井町駅方面など便多数。他に、目黒駅から中目黒駅を経て野沢龍雲寺方面への路線があるほか、渋谷駅から世田谷区下馬を経て渋谷駅へ戻る循環路線も通る。
  - 目黒（区内目黒本町に所在）・淡島・弦巻・下馬・瀬田・高津の各営業所が担当。
  - 三丁目の「東急池尻大橋ビル」に本社が所在する。
- 小田急バス - 国道246号(玉川通り）沿いに運行。渋谷駅から成城学園前駅・調布駅方面。狛江営業所が担当。

## 事業所
2021年（令和3年）現在の経済センサス調査による事業所数と従業員数は以下の通りである。
| 丁目       | 事業所数  | 従業員数 |
| ---------- | --------- | -------- |
| 東山一丁目 | 227事業所 | 3,992人  |
| 東山二丁目 | 105事業所 | 1,047人  |
| 東山三丁目 | 174事業所 | 1,935人  |
| 計         | 506事業所 | 6,974人  |

### 事業者数の変遷
経済センサスによる事業所数の推移。
| 年                 | 事業者数 |
| ------------------ | -------- |
| 2016年（平成28年） | 450      |
| 2021年（令和3年）  | 506      |

### 従業員数の変遷
経済センサスによる従業員数の推移。
| 年                 | 従業員数 |
| ------------------ | -------- |
| 2016年（平成28年） | 6,768    |
| 2021年（令和3年）  | 6,974    |

## 施設
- 目黒区立東山小学校
- 目黒区立東山中学校
- 目黒区立東山住区センター
- 目黒区立東山公園
- 目黒区立東山貝塚公園
- 目黒区立東山児童遊園
- 目黒区立東山街かど公園
- 目黒区立東山児童館
- 目黒区立東山社会教育館
- 目黒区立ひがしやま幼稚園
- 目黒東山一郵便局
- 目黒東山二郵便局
- 陸上自衛隊三宿駐屯地（世田谷区池尻にまたがる）
- 自衛隊中央病院(陸上自衛隊三宿駐屯地内）
- 東急池尻大橋ビル(東急バス・東急トランセ本社などいくつかの会社が入っている）
- 株式会社LDH JAPAN本社
- システム・ロケーション株式会社本社
- 呉工業株式会社
- KKRホテル中目黒
- 駐日レバノン大使館

## その他

### 日本郵便
- 郵便番号 : 153-0043[3]（集配局 : 目黒郵便局[15]）。